# Flexopecten glaber ponticus
Flexopecten glaber ponticus é uma especie de molusco bivalvio da ordem Ostreoida, pertence à família dos Pectinidae e é uma ramificação das Ostras.